# Batalla de El Carmen
La batalla de El Carmen de la Guerra del Chaco, entre Bolivia y el Paraguay, ocurrida a mediados de noviembre de 1934, fue una de las maniobras mejor ejecutadas por el ejército paraguayo, tanto estratégica como tácticamente. Desde el punto de vista estratégico porque se trató de la ruptura central del dispositivo militar boliviano en el Chaco con la amenaza de copar todas sus fuerzas ubicadas en el fortín Ballivian, al sur del fortín boliviano El Carmen. Desde el punto de vista táctico porque consistió en un doble envolvimiento por los flancos con posterior cerco y aniquilamiento de dos divisiones bolivianas, basado en un profundo y exhaustivo reconocimiento previo del terreno con escasa detección enemiga.

## Antecedentes
Desde el mes de julio de 1934 resultó evidente para la mayoría de los comandantes bolivianos, salvo el coronel David Toro,  que sostener el fortín Ballivián, concentrando allí el grueso del ejército, era una pésima decisión estratégica pues impedía que se pudieran emprender acciones ofensivas en otros sectores aprovechando la superioridad en hombres y materiales que el ejército boliviano tenía sobre su par paraguayo. El presidente boliviano Daniel Salamanca temía, políticamente, el abandono de Ballivián, símbolo de la presencia boliviana en el Chaco, pero también reconocía que ese fortín era un lastre estratégico desde el punto de vista militar. El comandante del ejército paraguayo José Félix Estigarribia no contaba con los recursos para tomar el poderoso sistema defensivo instalado en Ballivián. Ya desde junio de 1934 pensaba que los bolivianos abandonarían en cualquier momento ese fortín y cada día que pasaba se alegraba de que no lo hicieran, permitiéndole tener algún grado de libertad para atacar al ejército enemigo en otro sector.
El 1º de octubre de 1934, Estigarribia recibió una carta del presidente Eusebio Ayala donde este le manifestaba la imposibilidad económica de enviarle los 500 camiones que había solicitado con prioridad absoluta. Ante esta situación, Estigarribia solicitó una reunión urgente. El 6 de octubre, Ayala llegó a Camacho. "No tengo mucha fe en el éxito" comentó Ayala luego de escuchar las consideraciones tácticas y estratégicas sobre la operación que se estaba planeando sobre cañada El Carmen. Estigarribia contestó: "En este caso [...] no se debería perder tiempo esperando mejores perspectivas sino, por el contrario, actuar pronto y decididamente porque nosotros no podemos movernos [por la falta de camiones] pero tampoco podemos quedar donde estamos. La defensiva no nos conviene".[Entrevista Estigarribia-Ayala en fortín Camacho, 6 de octubre de 1934].
A principios de noviembre de 1934, la disposición estratégica de las fuerzas bolivianas en el teatro de operaciones chaqueño había llegado al punto deseado por Estigarribia desde mediados de agosto cuando había  ordenado el avance del Segundo Cuerpo del coronel Rafael Franco hacia el sector Picuiba-27 de Noviembre, al noreste, y que luego Franco lo transformó en una especie de  “Blitzkrieg” (guerra relámpago) distractiva hacia el oeste, rumbo a Carandayty. La situación era la siguiente: 

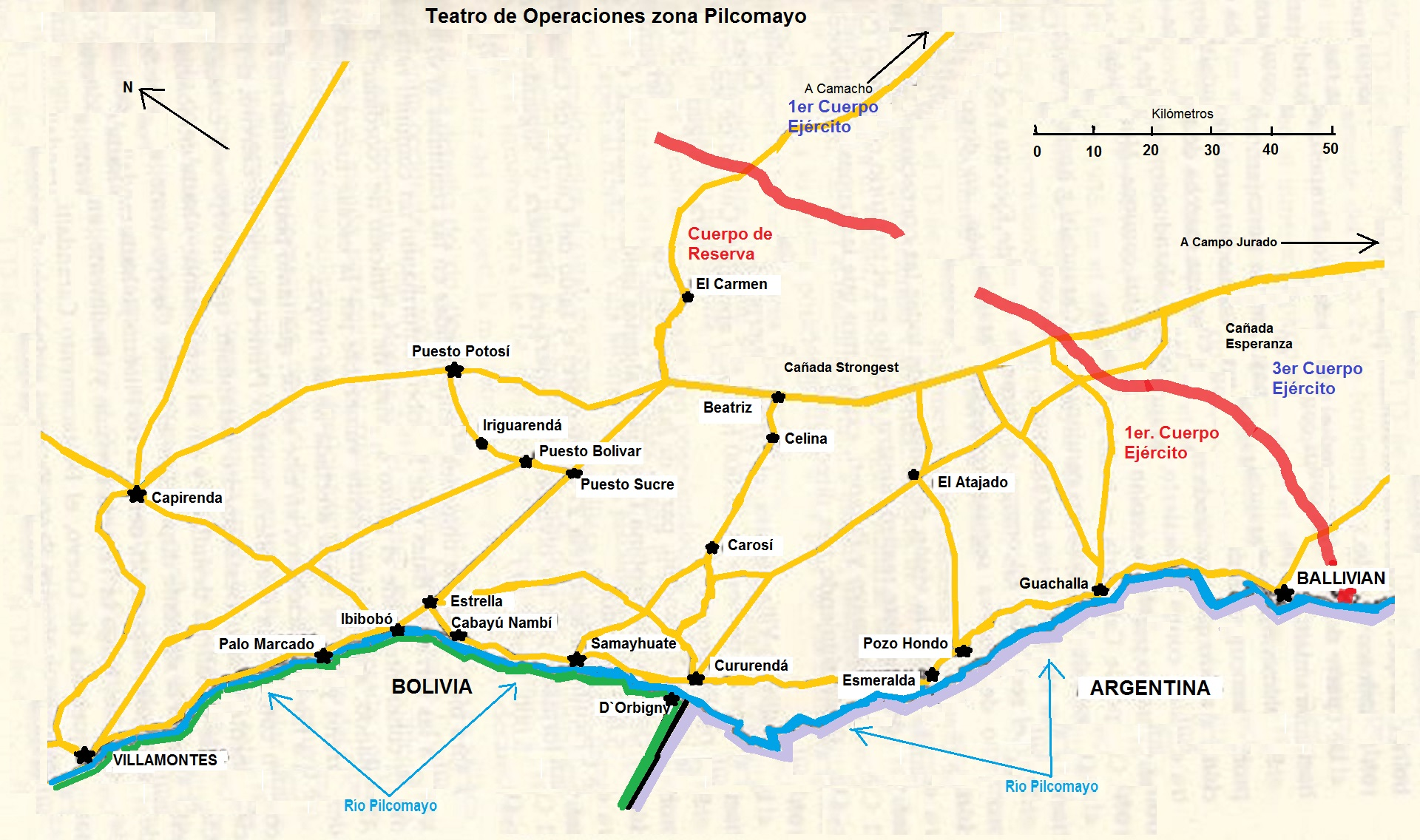
Teatro de Operaciones zona Ballivian-El Carmen.
Rojo: sistema defensivo boliviano.
Azul: fuerzas paraguayas.

a) En el sector sur: importantes fuerzas bolivianas seguían estacionadas pasivamente en Ballivián y sus alrededores. En ese fortín estaban inmovilizados 18 000 soldados, 20 cañones, 600 ametralladoras pesadas, 200 camiones, 5 millones de proyectiles de fusil y 5000 granadas de cañón y mortero.
b) En el sector noreste: el Cuerpo de Caballería boliviano, al mando del coronel Toro, y las fuerzas de Bilbao Rioja, con un total de 20 000 hombres seguían persiguiendo incansablemente por el desierto al Segundo Cuerpo paraguayo en dirección a Yrendagüé-Picuiba-27 de Noviembre lo que los iba alejando cada vez más hacia el este.  
c) En el sector central : Las defensas bolivianas se habían debilitado en el sector Cañada El Carmen como consecuencia del traslado de fuerzas hacia el sector Yrendagüé-Picuiba. En esta zona operaba el nuevo Cuerpo de Reserva al mando del recién nombrado coronel Oscar Moscoso siendo su jefe de Estado Mayor el teniente coronel Alfredo Peñaranda Esprella. Esta fuerza estaba integrada por dos Divisiones: la 1.ª División al mando del coronel Zacarías Murillo, con 5000 hombres distribuidos en 3 regimientos, 1 escuadrón divisionario y un grupo de artillería y la 2.ª División al mando del coronel Walter Méndez, con unos 3000 hombres, que había sido trasladada desde Ballivian.  La misión original de estas dos divisiones era amenazar por el oeste el ala izquierda del Segundo Cuerpo paraguayo del coronel Franco.
Logrado este desequilibrio estratégico, Estigarribia decidió librar tres batallas: la primera, de ruptura por el centro, el sector más débil, y dividir en dos al ejército boliviano. Logrado esto, librar dos batallas separadas contra cada núcleo: 
- De persecución contra las fuerzas  que abandonarían Ballivian al sur y,
- De aniquilamiento contra las fuerzas del coronel Toro que habían sido atraídas al desierto de Picuiba-La Faye al noreste. Para compensar la falta de recursos una misma división se desplazaría hacia el suroeste para participar en la primera y volvería al noreste para librar la tercera batalla.

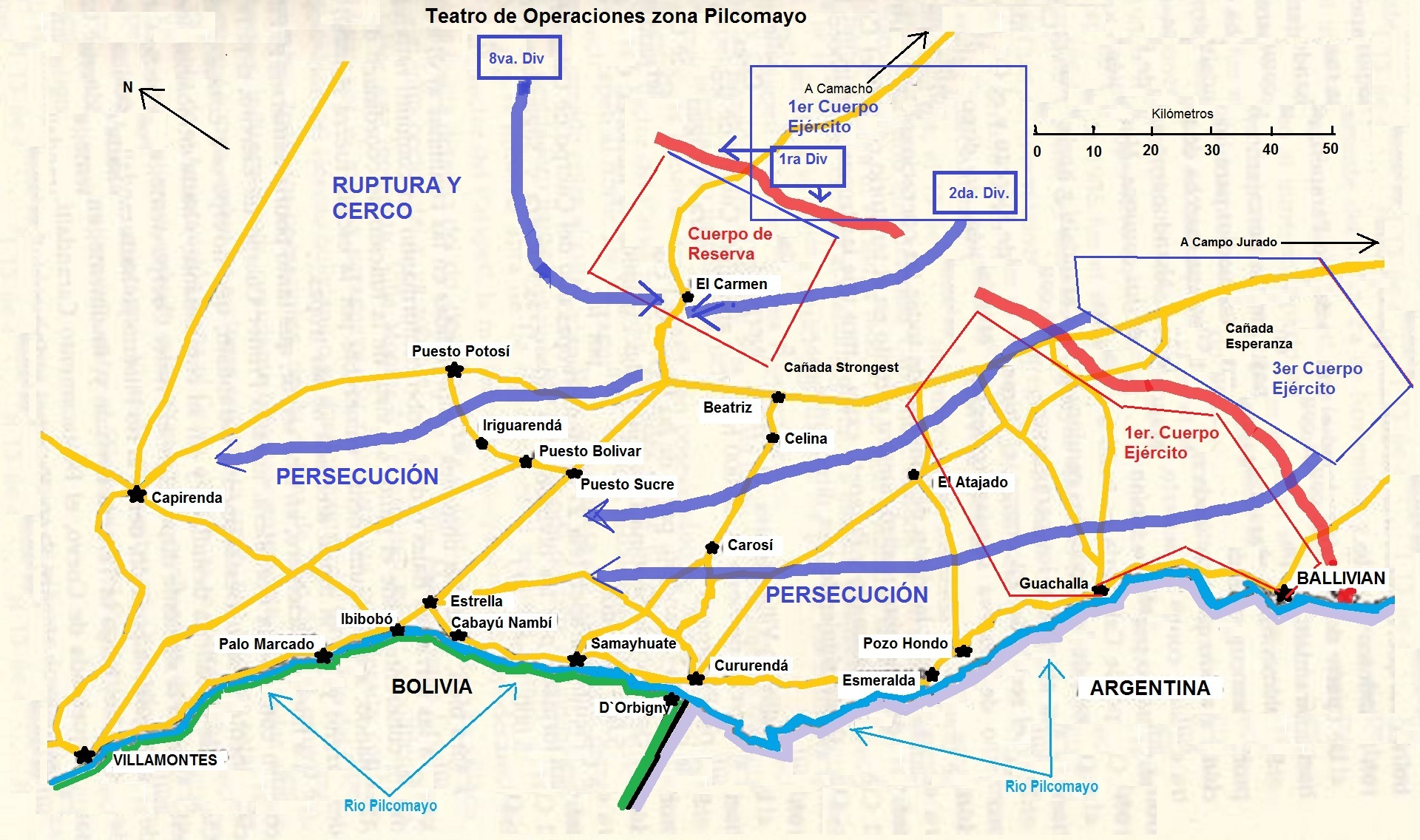
Plan estratégico del general Estigarribia: ruptura central en El Carmen y persecución.
Rojo: Fuerzas bolivianas.
Azul: Fuerzas paraguayas.

Luego de la entrevista entre Estigarribia y Ayala, la situación en la zona del Pilcomayo se mantuvo sin variaciones hasta los primeros días de noviembre de 1934. En ese sector, donde operaba el Tercer Cuerpo paraguayo, los bolivianos movieron algunas fuerzas y lanzaron permanentes acciones de patrullaje y hostigamiento que eran correspondidas de igual manera por el enemigo. Era evidente que el comando boliviano trataba de fijar la mayor cantidad de fuerzas paraguayas en la zona sur, frente a Ballivian. En el sector del Primer Cuerpo paraguayo, 1.ª y 2.ª División, los bolivianos se replegaron lentamente a sus posiciones principales delante de El Carmen para evitar todo posible envolvimiento. Estas acciones puramente locales acortaron el frente y permitieron al comando paraguayo deducir cuál iba a ser el comportamiento del enemigo en el sector central.
El 26 de octubre se reunieron en Garrapatal el general Estigarribia con los coroneles Carlos Fernández, comandante del Primer Cuerpo de Ejército, Rafael Franco, comandante del Segundo Cuerpo de Ejército y Eugenio A. Garay, comandante de la Octava División. El objetivo fue estudiar la situación general y decidir la idea operativa de atacar en dirección El Carmen-Strongest y luego abrir dos puntas de lanza, una hacia Beatriz-Celina y la otra a Capirenda-Villa Montes.
Antes de iniciar la primera fase, el general Estigarribia ordenó al coronel Carlos Fernández, que emprendiera un cuidadoso trabajo de exploración desde su ala izquierda sobre la retaguardia de la 1.ª División de Reserva boliviana ubicada frente al fortín El Carmen. Además, para reforzar esta operación de ruptura en el centro, desprendió del Segundo Cuerpo de Ejército del coronel Rafael Franco a la 8.ª División (al mando del coronel Eugenio A. Garay). Esta División se ubicó en el sector norte de El Carmen y también recibió la orden de enviar patrullas de largo alcance hacia la retaguardia de las fuerzas de Murillo siguiendo el flanco norte de esa división donde existía una brecha sin control de unos 60 kilómetros. El presidente Ayala finalmente aprobó la maniobra planeada por Estigarribia aunque sin estar totalmente convencido del éxito.

## Buscando caminos hacia la retaguardia enemiga
El coronel Fernández se encargó personalmente del envío de una importante patrulla por el lado sur de El Carmen. Pidió a la 2.ª División  los mejores tres oficiales exploradores para integrar esa expedición y uno de ellos, el teniente de reserva Gerónimo Vidal, fue elegido como responsable de la misma. Esta patrulla lejana debía infiltrarse entre la 1.ª División de Reserva boliviana y las fuerzas del fortín Ballivián que habían extendido sus defensas hacia el norte pero que no habían logrado  unirse a Murillo dejando una brecha sin control de unos 25 km. El principal problema que tenía esta operación en la retaguardia boliviana era el agua que debía consumir  la patrulla en su larga marcha por el monte dado que no podía recibir ningún apoyo logístico una vez abandonada su base. La solución fue disminuir las armas y municiones de los soldados para que cargaran la mayor cantidad de agua posible. Además de descubrir un camino de penetración libre de defensores y relevar las líneas de abastecimiento de agua del enemigo, Fernández  agregó una orden más estricta: eludir todo contacto. Después de cinco días de incursión, el 4 de noviembre, la patrulla Vidal, totalmente agotada por la marcha de penetración profunda,  esquive de enemigos y posterior retorno, volvió a su base de partida. Muy cerca de ella colapsaron por la fatiga gran parte de sus componentes, entre ellos el teniente Vidal, los que fueron posteriormente rescatados. 
El entusiasmo del coronel Fernández por este primer resultado fue enorme pero Estigarribia siguió preocupado por los resultados de las otras dos pequeñas patrullas de exploración que partieron el día 31 de octubre, también lejanas, enviadas por el coronel Garay por la brecha norte y que tuvieron más problemas que la de Vidal. Una de ellas no pudo evitar el intercambio de disparos aislados con algunos soldados bolivianos y la otra chocó inesperadamente con una fuerte unidad enemiga y en su rápida huida perdió un soldado en el monte. Pese al informe favorable de esta patrulla sobre la posibilidad de infiltrar una división, Estigarribia no quiso lanzar el ataque hasta saber a ciencia cierta si el soldado desaparecido estaba muerto o en poder de los bolivianos ya que en este último caso la operación perdería el factor sorpresa, clave fundamental para lograr el éxito. El 6 de noviembre el soldado perdido volvió a su unidad. El día 7 la otra patrulla, al mando del teniente Escobar, retornó también a su base informando que había llegado hasta el camino "V", en la retaguardia enemiga. 
Al mismo tiempo se tomaron otras medidas, la suspensión de los permisos, aumento de la censura sobre la correspondencia y se comenzaron a enviar partes falsos al fortín Ingavi para hacer creer que se estaban concentrando en ese lugar importantes fuerzas. Estigarribia ordenó al coronel Fernández que la 8.ª y la 2.ª División se prepararan para infiltrarse por ambas alas de la división de Murillo estimando que los bolivianos no habían descubierto su plan. Se suponía que el enemigo contaría con unos 6000 efectivos y que la sorpresiva aparición en su retaguardia de una fuerza de 4500 hombres, que cortaría sus líneas de abastecimiento y retirada, le daría una ventaja decisiva. El comando paraguayo ignoraba que una nueva División boliviana proveniente de Ballivian se estaba ubicando detrás de las fuerzas de Murillo.
A fines de agosto, cuando se desplazaron tropas hacia Carandaytý para frenar el avance del coronel Franco, el coronel Ángel Rodríguez, del estado mayor boliviano, había alertado al presidente Salamanca sobre la peligrosa situación creada en la zona Strongest-El Carmen donde el enemigo podía irrumpir aislando por el norte al fortín Ballivián. Salamanca le preguntó cómo era posible que un ejército de 30 000 hombres pudiera ser rodeados por uno de 20 000 y Rodríguez respondió que con la mitad el enemigo podía ocupar esa zona agregando que el alto mando desconocía la distribución de las fuerzas enemigas por la falencia de sus patrullas en recopilar información al respecto.
Cuando el coronel Ángel Rodríguez fue informado de  la tenue detección de las dos pequeñas patrullas paraguayas en el sector norte de Murillo evaluó la posibilidad de una incursión enemiga por esa zona. Sin embargo, ante la falta de otras noticias y la calma en el sector sur, tuvo sus dudas. De todas maneras, conservadoramente,  movió a la 2.ª División de Reserva al mando del coronel Walter Méndez (alias "el tigre rubio") a la retaguardia de la división de Murillo como reserva táctica de esta. A pedido de Moscoso envió a su adjunto, el mayor Germán Busch, para que solucionara los problemas logísticos que planteaban estos movimientos de tropas. El coronel Rodríguez no podía hacer más y consciente de la debilidad del dispositivo boliviano en la zona central solo le quedó la esperanza de que el avance del Cuerpo de Caballería del coronel Toro desde el noreste (Yrendagüé-Picuiba-La Faye) no permitiera al general Estigarribia realizar un ataque importante en el sector central.

## Comienza la maniobra

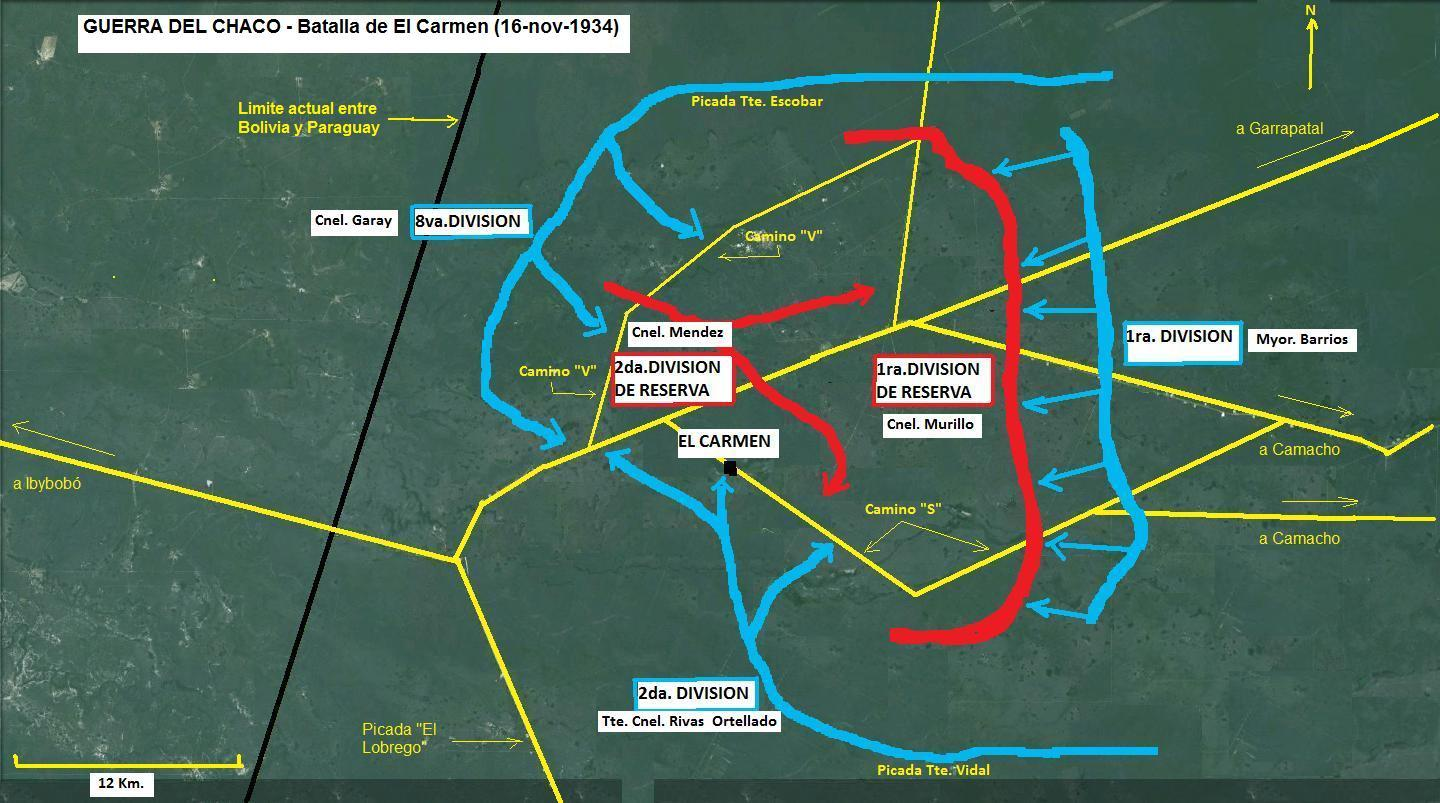
Situación al 16 de noviembre de 1934. Rojo: fuerzas bolivianas. Azul: fuerzas paraguayas.

El 10 de noviembre, luego de reordenar las fuerzas cubriendo los claros que produciría el avance y de una ardua preparación logística en la cual el agua jugaba un papel fundamental (había que suministrar 2 litros de agua por día a cada soldado y estos debían llevar dos días de consumo encima)., la 1.ª División paraguaya, al mando del mayor Joaquín N. Barrios, lanzó un fuerte ataque de aferramiento sobre todo el frente de la 1.ª División de Reserva boliviana que corría de norte a sur. 

### Avance por el flanco norte
Al mismo tiempo, la 8.ª División ingresó por el flanco norte a la picada "Escobar". El día 12, el regimiento RI "Batallón 40" de esa División, aniquiló por sorpresa a un pequeño batallón del regimiento boliviano Ayacucho. A las 13:00 horas de ese día, el teniente paraguayo Acosta emboscó en una picada camionable al mayor Celso Camacho, jefe de Estado Mayor del coronel Murillo, que murió en el ataque. Ese oficial portaba documentos importantes sobre la disposición de las fuerzas bolivianas y detalles de las picadas abiertas. La misma unidad chocó con fuerzas bolivianas en el km 28-29 que revelaron al comando boliviano que una importante fuerza paraguaya avanzaba por el flanco norte de la 1.ª División de Reserva boliviana siguiendo a las patrullas que ya habían sido detectadas con anterioridad. Ante esta maniobra el comandante Peñaranda Esprella comentó: 

"la retirada en esas circunstancias era peligrosa para nosotros y para el Primer Cuerpo de Ejército [ubicado al sur y que defendía el fortín Ballivian] [...] en caso de que el enemigo cortara la picada hacia Cañada Oruro y que para el efecto y en previsión se trabajaba activamente en una nueva picada para salir a ella"
Jefe de estado mayor Peñaranda Esprella (1964, p. 178)

 Por esa razón su única esperanza fue poder disponer, lo más rápidamente posible, de la 2.ª División del coronel Walter Méndez. Hasta ese momento los bolivianos no habían detectado el avance paraguayo en el sector sur que se había iniciado el día anterior.

### Avance por el flanco sur
El domingo 11 de noviembre a las 08:30 horas, la 2.ª División paraguaya, al mando del teniente coronel Arístides Rivas Ortellado, comenzó su marcha de infiltración sobre el flanco sur abriéndose paso por el monte a través de la senda bautizada “Vidal” cortando al poco tiempo el primer camino denominado "S" . Este oficial debutaba en el mando de una gran unidad y en una misión en la que debía infiltrarse profundamente entre dos grandes fuerzas enemigas hasta alcanzar la retaguardia de una de ellas por lo que no pudo menos que recordar que esa misma unidad había intentado hacer algo similar en la batalla de Strongest donde había quedado aislada.
El 13 de noviembre, mientras en La Paz, el ministro de Guerra informaba al gobierno y pueblo boliviano que con las últimas operaciones el ejército boliviano había retomado el control completo sobre el ala derecha del enemigo eliminando no solo el peligro sobre la región petrolífera boliviana sino abriendo terribles amenazas para el ejército paraguayo, la 2.ª División descubrió una importante aguada a 6 km al sureste de El Carmen, desconocida por ambos contendientes, lo que facilitó la logística. En base a informes de prisioneros abandonó la picada de maniobra y cortó el camino "S" y capturó sorpresivamente el fortín El Carmen ubicado sobre el camino ‘’S‘’. con sus depósitos abarrotados con víveres y otros elementos. El coronel Murillo escapó milagrosamente de caer prisionero debido a la aparición de esas fuerzas casi en su puesto de mando, un amplio subterráneo cerca de una hermosa arboleda. Su apresurada huida hacia el este, más cerca del frente, le impidió llevarse sus pertenencias personales y documentación. Su ayudante, el doctor Salinas Gutierrez, cayó prisionero. Rivas Ortellado ordenó la inmediata construcción de fortificaciones para defender el fortin El Carmen. Esta aparición sorpresiva por el sur fue evaluada por el Estado Mayor boliviano como un intento de distracción del enemigo cuyo objetivo era extraer fuerzas bolivianas de la zona Picuiba-La Faye hacia El Carmen y de esa manera aliviar la situación del Segundo Cuerpo paraguayo. Murillo pidió autorización a Moscoso para replegarse más atrás ya que no disponía de hombres para impedir que su ala izquierda fuera rebalsada permanentemente. El coronel Óscar Moscoso prometió enviar refuerzos listos desde Oruro y le ordenó que cercara a las fuerzas paraguayas que se habían apoderado de El Carmen sin preocuparse por la presión del brazo norte paraguayo. El día 14 a las 11:20 horas, Murillo atacó con artillería y morteros al regimiento paraguayo RI-3 "Corrales", desde el este y noreste pero fue rechazado con muchas bajas.  A la medianoche de ese mismo día, después de haber girado hacia el norte, la 2.ª División alcanzó el camino “V”, ya en la retaguardia del enemigo, encerrando al regimiento boliviano RI-16 "Beni" que custodiaba esa salida hacia Cañada Oruro.

## El cerco se cierra
El día 15, a las 06:00 horas, el teniente coronel Eduardo García, jefe del Estado Mayor del Primer Cuerpo de Ejército informaba que el enemigo frente a la 1.ª División se estaba retirando por lo que el coronel Fernández ordenó a esa división que persiga al adversario para evitar que el mismo presionara a la 2.ª División.
Ubicado en la retaguardia enemiga y ante la extraña ausencia de tropas bolivianas en retirada, a las 10:55 horas, el teniente coronel Rivas Ortellado, jefe de la 2.ª División, preguntó al comando si la 1.ª División todavía seguía en contacto con las fuerzas de Murillo. Estigarribia también pensó que el movimiento de pinzas por el sur había llegado demasiado tarde y que el enemigo se había desprendido silenciosamente y había escapado. Ordenó entonces al coronel Garay que, a costa de cualquier sacrificio, acelerara la marcha para unirse con la 2.ª División. Su única esperanza residía en que el brazo norte del envolvimiento, que seguía buscando desbordar las líneas defensivas bolivianas, lograra capturar algunas unidades menores que supuestamente se estarían retirando hacia el noroeste. Sin embargo, ese mismo día, a las 11:00 horas,  recibió partes de la 8.ª División que indicaban lo contrario, que gran cantidad de tropas bolivianas estaban avanzando hacia el este, es decir, hacia la División de Murillo que estaba siendo encerrada.

## Cierre del bolsón
La primera señal favorable se produjo el día 16 cuando un sector de las líneas defensivas bolivianas sobre el camino “S” colapsó por falta de agua y aparecieron los primeros prisioneros. Pero la mejor noticia y la más esperada se produjo a las 11:50 horas cuando se supo que la 8.ª División se había enlazado con la 2.ª División en el camino “V”. La 8ª División había recorrido casi 60 km desde su línea de partida: 27,5 km por el pique "Escobar"; 3,5 km de la picada "Escobar" a la picada "Murillo"; 22 km para volver a salir sobre la picada "Escobar" y 5,5 km para interceptar el camino "V". Este avance lo hizo combatiendo permanentemente contra fuerzas bolivianas cuya resistencia tendió a decrecer una vez que los regimientos "Corrales" y "2 de Mayo" de la 2.ª División aparecieron por el sur ocupando el fortín El Carmen y zonas adyacentes.  
Ahora solo había que averiguar qué había quedado dentro del bolsón. 

"Yo seguía con la impresión de nuestro presunto fracaso, y a las 19:15 dirigí al presidente [Ayala] un telegrama, para satisfacer su deseo de que le estuviese al corriente de todas las incidencias de la operación en curso, en cuyo éxito, él no confiaba mayormente. Mi despacho decía así: A pesar de todas las dificultades hoy interceptamos el segundo camino, pero creo será tarde. No debemos contar por ahora con gran parte del éxito esperado. Firmado: Estigarribia". Mensaje del general Estigarribia al presidente Ayala en (Molinas, 1979, p. 76)

A partir de la hora 18:00 comenzaron a recibirse partes indicando que el enemigo se encontraba totalmente desorganizado y había abandonado sus posiciones dispersándose en los bosques sin intención de resistencia. Se estaban recogiendo gran cantidad de armamento, municiones y equipos abandonados.
Luego de algunos intentos fallidos de escape realizados por los bolivianos en diferentes sectores, uno de ellos dirigido personalmente por el coronel boliviano Walter Méndez, grande fue la sorpresa del comando paraguayo cuando empezaron a entregarse miles de soldados bolivianos. Lo que había ocurrido era que al comenzar el ataque sobre las fuerzas de Murillo por el centro y el sur, la 2.ª División de Reserva del coronel Walter Méndez acudió en su auxilio sin saber que desde el noroeste la 8.ª División lo estaba encerrando por la espalda, por lo que eran dos y no una las divisiones que habían sido cercadas. 
El día 17, patrullas de combate paraguayas ingresaron al cerco para intimar la rendición. A las 12:00 horas el regimiento paraguayo RI-3 comunicó que había capturado al teniente coronel Maximiliano Ortiz, comandante del regimiento RI-16 “Beni”.

“La tesis del coronel Murillo era que la tropa iba a salir del “corralito” pero lo que más le preocupaba era salvar el armamento pesado que era realmente valioso y nuevo. Desgraciadamente no se salvó ni lo uno ni lo otro porque al amanecer del 16 de noviembre cuando ya se había perdido la disciplina y la individualidad de los regimientos, pues estábamos aglutinados y mezclados unos con otros, el coronel Murillo dio la orden de atacar la línea paraguaya señalando simplemente con el dedo la dirección en que debía hacerlo cada regimiento con los resultados que eran de esperar (..) yo había sido llamado para atender al coronel Méndez que había recibido un impacto de bala felizmente sin consecuencias y esto determinó que me quedara en el comando (…) prácticamente desierto porque nuestras desbandadas tropas iban cayendo paulatinamente en poder de los paraguayos (…) al amanecer [día 17] nos reunimos y descubrimos que estábamos todos los componentes de este minúsculo despojo de ejército: los coroneles Walter Méndez, Zacarías Murillo, Carlos Peredo, los tenientes Saucedo, Pereira, algunos suboficiales y yo. (…) al rato, una patrulla paraguaya guiada por un suboficial boliviano nos intimó a la rendición (…)”. Edmundo Ariñez Zapata (1996), médico cirujano del RC-20 boliviano

El desconocimiento del alto mando boliviano de que eran tres las Divisiones que Estigarribia había concentrado puede deducirse del extenso telegrama, posiblemente redactado por el coronel Rodríguez, que el general Peñaranda envió a Salamanca el 17 de noviembre de 1934:

“En El Carmen no hubo ni envolvimiento total; un regimiento que se aventura por una senda de 25 kilómetros pasa a corta distancia de nuestra ala derecha y se apodera del parque divisionario de El Carmen, produciendo desconcierto. Más tarde enemigo ataca por ala norte; frente nuestra línea de posiciones casi no hay enemigo, en resumen no hay cerco. Nuestros comandos tratan de reunir sus tropas, aviación constata estas andan sembradas por pequeños grupos a lo largo caminos, unas logran salir y se incorporan, generalmente habiendo botado todo y regado municiones, los más tropiezan con fracciones enemigas, no combaten y se entregan con toda mansedumbre, por cientos, por miles […] en El Carmen con fracciones aisladas, en menos de 24 horas, nos han dispersado dos fuertes divisiones y se han llevado algunos miles de prisioneros y gran cantidad de material". Cifrado № 740, 17/11/34, Peñaranda a Salamanca en (Alvéstegui, 1970, p. 536, vol. 4)

## Consecuencias
Al costo de 100 muertos el ejército paraguayo logró capturar a casi 7000 bolivianos con todas sus armas, camiones, equipos y cañones. La gran cantidad de recursos adicionales que disponían las dos divisiones bolivianas se explica por los planes que tenían de atacar por el oeste al coronel Franco y su Segundo Cuerpo de Ejército.  Escenas dantescas se vivieron por el estado de deshidratación de los soldados bolivianos capturados que saturaron completamente la logística paraguaya que tuvo que satisfacer  las necesidades de agua del doble de hombres.
En medio del desastre, el general Rivera, jefe del estado mayor, llegó a Samayhuate, sede del comando del ejército boliviano. Allí se encontró con la desagradable sorpresa de una fiesta en la que participaban oficiales del alto mando y de diversos regimientos. No era la primera que lo hacían habida cuenta del montículo de 300 metros de largo de botellas de cerveza que los soldados que huían penosamente de Ballivián vieron al pasar por ese fortín, de la reciente advertencia de Salamanca a Peñaranda por el consumo de alcohol en el frente y del apodo de “alto tomando” como designaban los soldados bolivianos al alto mando.
Como consecuencia de esta ruptura en el sector central, el 16 de noviembre, el general Peñaranda ordenó que los 18 000 hombres abandonaran rápidamente el fortín Ballivián porque podían quedar cercados contra la frontera Argentina. El coronel Toro, desde su puesto en Carandayty al norte, fue el único que opuso reparos. El Tercer Cuerpo de Ejército paraguayo, al mando del coronel Delgado, ocupó Ballivián el 17 de noviembre de 1934 y emprendió la segunda batalla planeada por Estigarribia, es decir, la persecución de las fuerzas bolivianas en retirada las que, totalmente desmoralizadas, no pudieron sostenerse en Guachalla ni en Estrella, posiciones que cayeron el 21 y 25 de noviembre. Viendo la escasa voluntad de combate y el incremento de la deserción hacia la frontera Argentina a través del río Pilcomayo, lo que desintegraba las unidades, el alto mando boliviano extrajo apresuradamente algunas tropas del coronel Toro, siempre  renuente a desprenderse de ellas, para frenar el avance paraguayo hacia Villa Montes. 
El 5 de diciembre las instalaciones militares bolivianas en Cururendá y Samayhuate, esta última a más de 100 km al norte de Ballivián, después de ser abandonadas por soldados, personal hospitalario y civiles, fueron demolidas e incendiadas. El general Placek, jefe de la misión checa que asesoraba al ejército boliviano en sectores claves (instrucción de oficiales, estado mayor e ingeniería) no podía creer que las poderosas fortificaciones de Ballivián, que él había visitado en septiembre de 1934, hubieran caído semanas después en poder del ejército paraguayo sin disparar un solo tiro.
La 8.ª División al mando del coronel Garay, luego de ser provista de armas y equipos nuevos capturados a los bolivianos y de una semana de descanso, fue devuelta por Estigarribia al coronel Franco para que este llevara adelante la tercera batalla, o sea frenar el avance del coronel Toro en el sector Picuiba-La Faye, al noreste. 
El presidente Salamanca escribió:

"Sobrevino la derrota de El Carmen, que en mi concepto era responsabilidad inexcusable del Comando. El más grosero descuído que, poco más o menos a sabiendas del peligro, ocasionó este funesto desastre. Imaginé que el Comando estaría humillado y que era la ocasión de renovarlo para salvar a Bolivia"
Presidente Salamanca (Arze Quiroga, 1974, p. 19 vol. 4)

Salamanca se convenció finalmente de que había llegado el momento de destituir al general Peñaranda como comandante en jefe del ejército boliviano.